# Pühajärv
Pühajärv is een groot meer, behorend tot de Estse gemeente Otepää. De stad Otepää, hoofdplaats van de gemeente, grenst aan het meer.
De uitloop uit het meer vormt de rivier Emajõgi. In het meer liggen meerdere eilanden en recreationele bronnen. 
In 1991 zegende de dalai lama Tenzin Gyatso het meer en tegenwoordig staat er een houten beeld van hem.